# Ludes
Ludes é uma comuna francesa na região administrativa do Grande Leste, no departamento de Marne. Estende-se por uma área de 12.22 km², e possui 656 habitantes, segundo o censo de 2018, com uma densidade de 54 hab/km².